# Marcel van Hattem
Marcel van Hattem  OOMM • GORB (Dois Irmãos, 8 de novembro de 1985) é um jornalista e político brasileiro filiado ao Partido Novo (NOVO). Atualmente exerce seu segundo mandato de deputado federal pelo Rio Grande do Sul.

## Biografia
Marcel Van Hattem tem ascendência alemã e holandesa.  É graduado em relações internacionais pela Universidade Federal do Rio Grande do Sul (UFRGS), mestre em ciência política pela Universidade de Leiden (Países Baixos) e também mestre em jornalismo, mídia e globalização, com especialização em mídia e política pela Universidade de Aarhus e pela Universidade de Amsterdã. Tem também especialização (lato sensu) em direito, economia e democracia constitucional pela UFRGS. Como jornalista, iniciou sua carreira profissional como entregador de jornal e repórter no Jornal Dois Irmãos de 2003 a 2004.  Também é colaborador convidado da Revista Voto. Uma das reportagens realizadas pelo jornalista à mídia brasileira foi na entrega do Prêmio Nobel da Paz. Esteve como correspondente internacional dos jornais Zero Hora e O Estado de S. Paulo, em Oslo, Noruega.
Atualmente é filiado ao Partido Novo (Novo). Foi vereador do município de Dois Irmãos aos 18 anos, eleito com 697 votos, em 2004; candidato a deputado estadual por três vezes (2006, 11 656 votos; 2010, 14 068 votos; 2014, 35 345 votos); presidente da Juventude Progressista Gaúcha (2007-2009); e Diretor Acadêmico da Fundação Tarso Dutra de Estudos Políticos e Administração Pública.
É co-fundador e consultor da Argumento Consultoria para Líderes de Expressão, no Brasil; e diretor de sua divisão internacional, Argumento – Leadership Expression Consultants for International Relations, com sede em Utrecht, Holanda.
Trabalhou na Câmara dos Deputados, como assessor especial para relações internacionais, e economia, e em Haia, Holanda, na Diretoria de Empreendimentos Internacionais do Ministério dos Assuntos Econômicos, Agricultura e Inovação do governo holandês.
Egresso do Programa de Liderança Política, Social e Empresarial da Georgetown University (Washington, D.C., Estados Unidos) e do Seminário Internacional de Administração e Prevenção de Conflitos Internacionais da Internationale Akademie für Führungskräfte Theodor-Heuss, vinculada ao Instituto Friedrich Naumann para a Liberdade (Gummersbach e Hamburgo, Alemanha).

### Deputado estadual

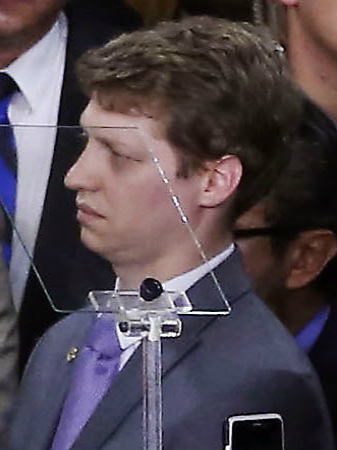
Marcel van Hattem em 2016.

Marcel Van Hattem foi o parlamentar mais jovem da Assembleia Legislativa, durante  54ª legislatura (2015–2018). Nas eleições de 2014, em 5 de outubro, recebeu 35 345 votos para deputado estadual, ficando como suplente. Assumiu o cargo em 10 de fevereiro de 2015 como substituto do secretário estadual de Transportes e Mobilidade, Pedro Westphalen e deixou o cargo em 20 de março de 2018. Já como deputado, atuou em favor das obras de melhoria no semáforo da Roselândia, na BR-116, em Novo Hamburgo. Após diversas reuniões e uma audiência pública com lideranças e comunidade, as melhorias foram enfim realizadas.
Marcel participou ativamente das manifestações pró  impeachment da então presidente Dilma Rousseff.  Acompanhou de perto as votações na Câmara dos Deputados e no Senado Federal. O deputado fez ferrenha campanha pelo desembarque do seu partido da base de apoio do governo Dilma, e para que os deputados e senadores do PP votassem a favor do impeachment. Também acompanhou de perto a posse do presidente interino Michel Temer.  Em entrevista à Rádio Gaúcha, o parlamentar discorreu sobre o acontecimento ressaltando que sua participação foi como deputado estadual, representando seus eleitores, acompanhando e fiscalizando o novo governo desde o primeiro dia.
Na  Assembleia, o deputado Marcel renunciou ao aumento salarial, aprovado em 2014. Durante seu mandato, o parlamentar devolveu mensalmente 3 827,93 reais aos cofres públicos, sendo o valor descontado automaticamente no contracheque e redirecionado diretamente ao Fundo de Reaparelhamento da Assembleia, usado para a manutenção das instalações.

#### Projeto Presos Pagam a Conta (PL 61/2016)
O projeto dispõe sobre o custeio da estrutura carcerária pelos condenados reclusos em regime fechado e semiaberto. Segundo o Projeto de lei, todo condenado deverá indenizar ao Rio Grande do Sul os valores correspondentes aos custos de sua estadia no sistema prisional. Segundo dados oficiais, no Estado, cada preso custa entre 1,6 e 2 mil reais por mês. No Brasil, o gasto com presos é ainda maior, em torno de 3,4 mil reais – é o dobro do que se gasta com cada aluno do ensino superior, segundo o MEC. A proposta é de que o valor arrecadado seja destinado ao Fundo Penitenciário do Estado. Caso o recluso não tenha condições financeiras para arcar com os gastos, deverá trabalhar para cobrir seus custos.

#### Projeto Transparência nos Anúncios Públicos (PL 335/2015)
A iniciativa do parlamentar determina que a Administração direta, empresas públicas, estatais, autarquias,  fundações, assembleias legislativas, Poder Judiciário, Ministério Público, Defensoria Pública e Tribunal de Contas do Estado do Rio Grande do Sul, sempre que publicarem anúncios, informem o valor pago pela inserção. Ainda, propõe que, sempre que destinados valores destes órgãos ao patrocínio de eventos, os anúncios do evento devem informar qual o valor destinado pelo órgão a título de patrocínio.

#### Projeto Escola sem Partido (PL 190/2015)
O Projeto de Lei Escola sem Partido foi protocolado em 2015 pelo deputado Marcel van Hattem na Assembleia Legislativa do Rio Grande do Sul. Institui, no âmbito do sistema estadual de ensino, o Programa Escola sem Partido federal, inspirado na ONG de mesmo nome. O objetivo do PL 190/2015 é resguardar ao professor o direito essencial de ensinar todos os conteúdos inerentes à sua disciplina, oferecendo aos alunos todas as versões sobre os fatos que aborda em aula. O projeto defende também o respeito ao direito dos pais de dar aos seus filhos a educação moral que esteja de acordo com suas próprias convicções – direito este expressamente previsto na Convenção Americana sobre Direitos Humanos.
Entretanto, não há um consenso no meio dos profissionais de educação a respeito da proposta. O Conselho Estadual de Educação do Rio Grande do Sul declarou uma nota em meados de 2016, na qual se posiciona contrário ao PL 190/2015 por considerar que as atuais legislações já garantem a liberdade de expressão e o pluralismo de idéias e concepções pedagógicas, sendo que o PL pode apresentar um risco de cerceamento à atividade docente.

#### Proposta Menos Estatais (PEC 240/2015)
De acordo com o projeto, a criação de qualquer empresa estatal, seja empresa pública ou sociedade de economia mista, dependerá de manifestação favorável da população, sob forma de plebiscito.  O Projeto de lei que propuser a criação de empresa estatal deverá vir acompanhado de estudo do impacto orçamentário-financeiro da criação da mesma, indicando o investimento do Estado e a origem do recurso a ser investido.

### Deputado federal
Deixou o PP no início de 2018 para concorrer à Câmara dos Deputados pelo Partido Novo. Nas eleições gerais de outubro de 2018 elegeu-se deputado federal pelo Rio Grande do Sul com o maior número de votos no estado (349.855 votos).
Em 2019, foi escolhido líder da bancada do seu partido na Câmara. Em 2021, era vice-líder do partido na casa legislativa. Desde 2019, Marcel van Hattem é vice-presidente da Frente Parlamentar em Defesa da Prisão após Condenação em Segunda Instância.
Em 2019, junto com o PSL, o Partido Novo era o que mais votava de acordo com as orientação do Governo Federal. Marcel Van Hattem, à época, havia se aproximado da base do governo através de Eduardo Bolsonaro, filho do presidente e também deputado federal. Depois de um churrasco com o colega, Van Hattem declarou ter "muito em comum" com Eduardo Bolsonaro e era encarado com um "líder informal" do governo.
Em seu mandato na câmara, Marcel cronologicamente votou a favor da MP 867 (que segundo ambientalistas alteraria o Código Florestal anistiando desmatadores); contra criminalizar responsáveis por rompimento de barragens; a favor da PEC da Reforma da Previdência e contra excluir os professores nas regras da mesma; a favor da MP da Liberdade Econômica; contra Alteração no Fundo Eleitoral; contra aumento do Fundo Partidário; a favor de cobrança de bagagem por companhias aéreas; a favor do PL 3723 que regulamenta a prática de atiradores e caçadores; a favor do  "Pacote Anti-crime" de Sergio Moro; a favor do Novo Marco Legal do Saneamento; contra redução do Fundo Eleitoral; contra a ajuda financeira aos estados durante a pandemia de COVID-19 (primeiro texto); contra o Contrato Verde e Amarelo; a favor da MP 910 (conhecida como MP da Grilagem); a favor da flexibilização de regras trabalhistas durante a pandemia; a favor do congelamento do salário dos servidores; contra a anistia da dívida das igrejas; contra a convocação de uma Convenção Interamericana contra o Racismo; duas vezes a favor de destinar verbas do novo Fundeb para escolas ligadas às igrejas; a favor da autonomia do Banco Central; contra a manutenção da prisão do deputado bolsonarista Daniel Silveira (PSL/RJ); contra a validação da PEC da Imunidade Parlamentar; a favor da PEC Emergencial (que trata do retorno do auxílio emergencial por mais três meses e com valor mais baixo); a favor que empresas possam comprar vacinas da COVID-19 sem doar ao SUS; a favor de classificar a educação como "serviço essencial" (possibilitando o retorno das aulas presenciais durante a pandemia); a favor de acabar com o Licenciamento Ambiental para diversas atividades; contra a suspensão de despejos durante a pandemia e contra a privatização da Eletrobras (por divergir especificamente do texto). Marcel esteve ausente na votação sobre suspensão do mandato do deputado Wilson Santiago (PTB/PB), acusado de corrupção.
Em novembro de 2024, Van Hattem foi indiciado pela PF por calúnia e injúria por criticar a atuação do delegado da corporação Fábio Alvarez Schor durante uma declaração no plenário da Câmara dos Deputados em 14 de agosto. A PF considerou que o congressista agiu com a intenção de constranger, humilhar e ofender o delegado, supostamente por discordar de sua atuação profissional. As críticas teriam relação com a condução de inquéritos policiais supervisionados pelo ministro do STF Alexandre de Moraes. A corporação considerou que Van Hattem fez acusações “gravíssimas” contra o delegado. E que, caso essas acusações sejam infundadas, a responsabilização penal poderá ir além de um simples crime contra a honra.

## Controvérsias

### Agressão verbal a Maria do Rosário
Em setembro de 2014, Van Hattem fazia campanha para deputado estadual no Parque da Redenção, em Porto Alegre, quando viu a candidata a deputada federal Maria do Rosário, também em campanha e, com um megafone, passou a atacá-la, aos gritos, acusando-a de "defender bandidos". Maria se afastou, enquanto alguns apoiadores seus discutiram com Marcel, que depois registrou um boletim de ocorrência na Polícia Civil alegando ter sido chamado de "gurizote mimado", "fascista" e "filhote da ditadura". O vídeo do incidente foi gravado por um assessor do candidato e depois compartilhado em redes sociais.
O presidente do PP gaúcho, Celso Bernardi, telefonou para Van Hattem e classificou a provocação como "irresponsável, um incentivo ao tumulto". A atitude do candidato também foi repudiada pela campanha de Maria do Rosário. O episódio, no entanto, foi encarado dentro do PP como relevante para a votação de Van Hattem e a sua eleição naquele ano.

### Acidente de trânsito
Marcel van Hattem respondeu processo em virtude de ter sido autor de um atropelamento ocorrido em 9 de outubro de 2006, que resultou na morte do chapeador Adair Wiest sobre a BR 116, no município de Ivoti. A vítima não morreu no local, porém faleceu após sete meses em estado de coma no hospital em virtude do atropelamento. A ação em questão visava o recebimento de uma indenização por parte da família do falecido e tramitou em sigilo de justiça. A ação teve baixa em 2021. Na ocasião do atropelamento, como não houve óbito imediato, o inquérito policial enquadrou o motorista por lesões corporais leves.  Antes da morte de Adair, o Ministério Público chegou a ingressar com uma ação criminal contra Van Hattem no Juizado Especial Criminal, entretanto a ação acabou prescrevendo após um prazo de 5 anos sem que houvesse julgamento de mérito e o caso foi arquivado.
O tema voltou a público no ano de 2015, quando o deputado Marcel passou a integrar a Comissão de Direitos Humanos da Assembleia Legislativa do Rio Grande do Sul. Naquela oportunidade a família da vítima procurou aquela comissão para queixar-se de um suposto descaso policial que teria levado à prescrição do processo criminal. O advogado da família afirma que, diante do fato de Adair Wiest ter passado sete meses em coma antes do óbito, o inquérito enquadrou o motorista apenas por lesão corporal resultando em um prazo prescricional bastante reduzido, ao passo que se o enquadramento fosse por homicídio, a prescrição ocorreria somente após 20 anos. Naquele mesmo ano, o apresentador Alexandre Mota, que apresentava a versão local do Balanço Geral chegou a acusar o deputado Van Hattem de assassinato, porém se retratou por suas declarações cerca de um ano depois, afirmando que teria sido levado a interpretar erroneamente os fatos, inclusive pedindo perdão ao parlamentar após sua equipe ter averiguado o caso. Mota também afirmou que além do chapeador que veio a óbito em virtude do atropelamento, o deputado Marcel e o próprio apresentador teriam sido vítimas, pois em sua avaliação os adversários do deputado teriam feito uso político da situação.
Ainda em 2015, a 14 de abril, a Assembleia Legislativa do Rio Grande do Sul realizou uma sessão sobre o episódio a fim de apurar eventuais falhas na investigação do caso.  A procuradoria da Assembleia entendeu que a ação cível aguarda decisão para encaminhar a ação criminal por homicídio culposo, e portanto sugeriu o arquivamento do caso por parte da comissão, argumentando que o caso deveria ser apurado pelo Poder Judiciário. O deputado Marcel não compareceu à sessão, porém pronunciou-se sobre o episódio por meio de nota, acusando seus adversários de fazer uso político do acidente de trânsito para atacá-lo. Os parlamentares oposicionistas, por sua vez, afirmaram que o caso do óbito de Adair Wiest era semelhante àquele do menino Eduardo Fösch, que também fora apreciado pela Assembléia Lesgislativa em ocasião anterior.

## Desempenho eleitoral
| Ano  | Eleição                       | Cargo             | Partido | Coligação                  | Suplentes/Vice | Votos           | Resultado                                          |
| ---- | ----------------------------- | ----------------- | ------- | -------------------------- | -------------- | --------------- | -------------------------------------------------- |
| 2004 | Municipal de Dois Irmãos      | Vereador          | PP      | PP / PTB / PMDB            | —              | 697 (4,62%)     | Eleito (6ª pessoa mais votada, 4ª na coligação)    |
| 2006 | Estadual do Rio Grande do Sul | Deputado Estadual | PP      | sem coligação proporcional | —              | 11.656 (0,22%)  | Suplente (147ª pessoa mais votada, 21ª no partido) |
| 2010 | Estadual do Rio Grande do Sul | Deputado Estadual | PP      | sem coligação proporcional | —              | 14.068 (0,25%)  | Suplente (127ª pessoa mais votada, 17ª no partido) |
| 2014 | Estadual do Rio Grande do Sul | Deputado Estadual | PP      | sem coligação proporcional | —              | 35.345 (0,63%)  | Suplente (45ª pessoa mais votada, 8ª no partido)   |
| 2018 | Estadual do Rio Grande do Sul | Deputado Federal  | NOVO    | sem coligação proporcional | —              | 349.855 (6,37%) | Eleito (a pessoa mais votada)                      |
| 2022 | Estadual do Rio Grande do Sul | Deputado Federal  | NOVO    | sem coligação proporcional | —              | 256.913 (4,17%) | Eleito (segunda pessoa mais votada)                |